# Triplophysa brahui
Triplophysa brahui är en fiskart som först beskrevs av Erich Zugmayer 1912.  Triplophysa brahui ingår i släktet Triplophysa och familjen grönlingsfiskar. Inga underarter finns listade i Catalogue of Life.